# عایشه عمر
عایشه عمر (انگلیسی: Ayesha Omer؛ زادهٔ ۱۲ اکتبر ۱۹۸۱) هنرپیشه، مدل، خواننده و نقاش اهل پاکستان است.
وی بازیگر فیلم‌هایی همچون تهاجم و کراچی به لاهور بوده‌است.